# Malacoctenus mexicanus
Malacoctenus mexicanus är en fiskart som beskrevs av Springer, 1959. Malacoctenus mexicanus ingår i släktet Malacoctenus och familjen Labrisomidae. Inga underarter finns listade i Catalogue of Life.